# Carola Saavedra
Carola Saavedra (Santiago, 1973) é uma escritora e tradutora brasileira nascida no Chile .

## Biografia e carreira
Carola Saavedra nasceu no Chile, mas mudou-se com a família para o Brasil aos três anos de idade. Formou-se em jornalismo pela Pontifícia Universidade Católica do Rio de Janeiro. Morou na Espanha, na França e na Alemanha, onde concluiu um mestrado em Comunicação Social. Vive no Rio de Janeiro.
Foi autora convidada da Festa Literária Internacional de Paraty (Flip) em 2010.

## Prêmios e indicações
- Prémio APCA de melhor romance, 2008, por Flores azuis
- Prêmio Rachel de Queiroz, categoria jovem autor, 2010, por Paisagem com dromedário

Ficou entre os finalistas dos prêmios São Paulo de Literatura e Jabuti.

## Obra
- O manto da noite (romance, Companhia das Letras, 2022)
- Um quarto é muito pouco (poemas, Quelônio, 2022)
- O mundo desdobrável: ensaios para depois do fim (ensaios, Relicário Edições, 2021)
- Com armas sonolentas (romance, Companhia das Letras, 2018)
- O inventário das coisas ausentes (romance, Companhia das Letras, 2014)
- Paisagem com dromedário (romance, Companhia das Letras, 2010)
- Flores azuis (romance, Companhia das Letras, 2008)
- Toda terça (romance, Companhia das Letras, 2007)
- Do lado de fora (contos, 7Letras, 2005)

### Participação em antologias
- Geração Zero Zero (Língua Geral, 2011)
- Essa história está diferente – Dez contos para canções de Chico Buarque (Companhia das Letras, 2010)
- Escritores escritos (Editora Flâneur, 2010)
- Um homem célebre: Machado recriado (Publifolha, 2008)

### Publicações no exterior
- Blue Flowers, Penguin Random House, 2020, tradução de Daniel Hahn (América do Norte)[3][4]
- Blaue Blumen, C.H. Beck, 2015, tradução de Maria Hummitzsch (Alemanha)[5]
- Landschaft mit Dromedar, C.H.Beck, 2013, tradução de Maria Hummitzsch (Alemanha)[6]
- Flores azuis, Plátano Editora, 2010 (Portugal)
- Toda terça, Plátano Editora, 2011 (Portugal)
- Outras edições estrangeiras podem não estar contempladas nesta lista